# Richard von Westernhagen
Richard Moritz Louis von Westernhagen (* 27. Mai 1836 in Erfurt; † 8. Mai 1893 in Wiesbaden) war ein preußischer Generalleutnant.

## Leben

### Herkunft
Richard entstammte dem 1. Zweig des 2. Astes der II. Linie des Uradelsgeschlechts von Westernhagen. Er war der älteste Sohn des preußischen Majors und Herrn auf Ecklingerode (Gelber Hof) Gustav von Westernhagen (1805–1886) und dessen Ehefrau Magdalene Johanne, geborene Geilfuß (1803–1866).

### Militärkarriere
Nach dem Besuch des Berliner Kadettenhauses wurde Westernhagen am 1. Mai 1855 als Sekondeleutnant dem 31. Infanterie-Regiment der Preußischen Armee überwiesen. Ab Ende Juni 1859 diente er für ein Jahr als Adjutant des I. Bataillons und absolvierte für drei Jahre zur weiteren Ausbildung die Kriegsakademie in Berlin. Er stieg zum Premierleutnant auf und war anschließend mehrere Monate zur Dienstleistung beim Thüringischen Ulanen-Regiment Nr. 6 sowie im Juni 1864 zur topographischen Abteilung des Großen Generalstabes kommandiert. Vom 25. Juni bis zum 17. Dezember 1864 wirkte Westernhagen als Adjutant der 12. Division und anschließend in gleicher Funktion beim Generalkommando des VII. Armee-Korps in Münster. Den Deutschen Krieg erlebte Westernhagen 1866 als Adjutant beim Stabe des Oberkommandos der Mainarmee und für sein Wirken erhielt er den Roten Adlerorden IV. Klasse mit Schwertern.
Unter Beförderung zum Hauptmann wurde Westernhagen am 30. Oktober 1866 in den Generalstab der Armee versetzt und dem Generalkommando des VII. Armee-Korps überwiesen. In dieser Stellung nahm er 1870/71 am Krieg gegen Frankreich teil und wurde mit beiden Klassen des Eisernen Kreuzes, dem Ehrenkreuz III. Klasse des Lippischen Hausordens mit Schwertern sowie der Lippischen Militär-Verdienstmedaille ausgezeichnet.
Nach dem Friedensschluss folgte am 3. Oktober 1871 unter Überweisung zum Großen Generalstab seine Beförderung zum Major. Ende des Monats wurde Westernhagen unter Stellung à la suite des Generalstabes der Armee als Generalstabsoffizier beim Generalkommando des XIII. Armee-Korps nach Württemberg kommandiert. Er rückte Ende März 1877 zum Oberstleutnant auf und war vom 8. April bis zum 24. Juni 1877 zur Führung eines Bataillons zum Infanterie-Regiment „König Wilhelm“ (6. Württembergisches) Nr. 124 kommandiert. Mit der Ernennung zum Abteilungschef im Großen Generalstab und der Einrangierung in den Generalstab der Armee kehrte Westernhagen am 12. Oktober 1878 kurzzeitig nach Preußen zurück, bevor er am 11. Februar 1879 unter Stellung à la suite erneut nach Württemberg kommandiert wurde. Dort fungierte er als Chef des Generalstabes des XIII. Armee-Korps und stieg Mitte September 1881 zum Oberst auf. Für seinen Dienst würdigte ihn König Karl mit dem Kommentur II. Klasse des Friedrichs-Ordens sowie dem Komtur des Ordens der Württembergischen Krone.
Unter Entbindung von seinem Kommando nach Württemberg wurde er am 12. November 1885 zum Kommandeur des 6. Thüringischen Infanterie-Regiments Nr. 95 in Gotha ernannt. Am 14. April 1887 beauftragte man Westernhagen unter Stellung à la suite seines Regiments zunächst mit der Führung der 58. Infanterie-Brigade in Mülhausen, bevor er am 16. Juli 1887 mit der Beförderung zum Generalmajor Kommandeur dieses Großverbands wurde. In dieser Eigenschaft erhielt er im April 1889 die Erlaubnis zur Annahme des Kommandeurkreuzes I. Klasse des Ordens vom Zähringer Löwen. Anschließend war er als Generalleutnant Kommandeur der 13. Division in Münster. Anlässlich des Ordensfestes erhielt er im Januar 1891 den Stern zum Roten Adlerorden II. Klasse mit Eichenlaub und Schwertern am Ringe. In Genehmigung seines Abschiedsgesuches wurde Westernhagen am 17. Januar 1893 mit Pension zur Disposition gestellt. Aus diesem Anlass verlieh ihm Wilhelm II. den Kronen-Orden I. Klasse.

### Familie
Westernhagen hatte sich am 2. August 1884 in Heidelberg mit Marion Marjoribanks (1851–1909) verheiratet. Aus der Ehe gingen die beiden Töchter Edelgarde (* 1885) und Magdalene (* 1888) hervor.